# Mesarthim
Mesarthim („Der erste Stern des Widder“) ist die Bezeichnung des Sterns γ Arietis (Gamma Arietis). Mesarthim ist ein schon in kleinen Fernrohren trennbarer Doppelstern mit einem Winkelabstand von 7,7 Bogensekunden (Positionswinkel: 0 Grad).
Beide Komponenten sind vom Spektraltyp A0 V und besitzen eine scheinbare Helligkeit von +4,75 mag. Mesarthim ist ca. 204 Lichtjahre von der Erde entfernt (Hipparcos Datenbank).